# 麦勒提 (哈尔滨都主教)
麦勒提（俄语：МЕЛЕТИЙ，1869年7月7日－1946年4月6日），原名米哈伊尔·扎博罗夫斯基（俄语：Заборовский Михаил），域外俄罗斯正教会神职人员，生于俄罗斯帝国托博尔斯克的神职人员家庭，1889年自本地神学院毕业，进入教会。1920年起任哈尔滨主教，1939年任哈尔滨与满洲都主教，1946年逝世。